# Knut Holst
Knut Andreassen Holst (* 3. Dezember 1884 in Hokksund; † 4. Februar 1977 in Øvre Eiker) war ein norwegischer Skisportler, der hauptsächlich in der Nordischen Kombination antrat.

## Werdegang
Holst, der für den Ski- og Ballklubben Eiker in Buskerud startete, gewann bei der ersten Norwegischen Meisterschaft 1909 in Lillehammer den ersten Norwegischen Meistertitel in der Kombination überhaupt. Auch bei der Norwegischen Meisterschaft 1911 in Hønefoss gewann Holst im Einzel der Kombination den Titel vor Otto Tangen und Johan Kristoffersen. Kurze Zeit später bekam er gemeinsam mit Tangen die Holmenkollen-Medaille verliehen.
Holst war verheiratet und hatte einen Sohn. Er starb im Alter von 92 Jahren in Øvre Eiker und wurde dort am 10. Februar 1977 beigesetzt.